# Matilde Obradors

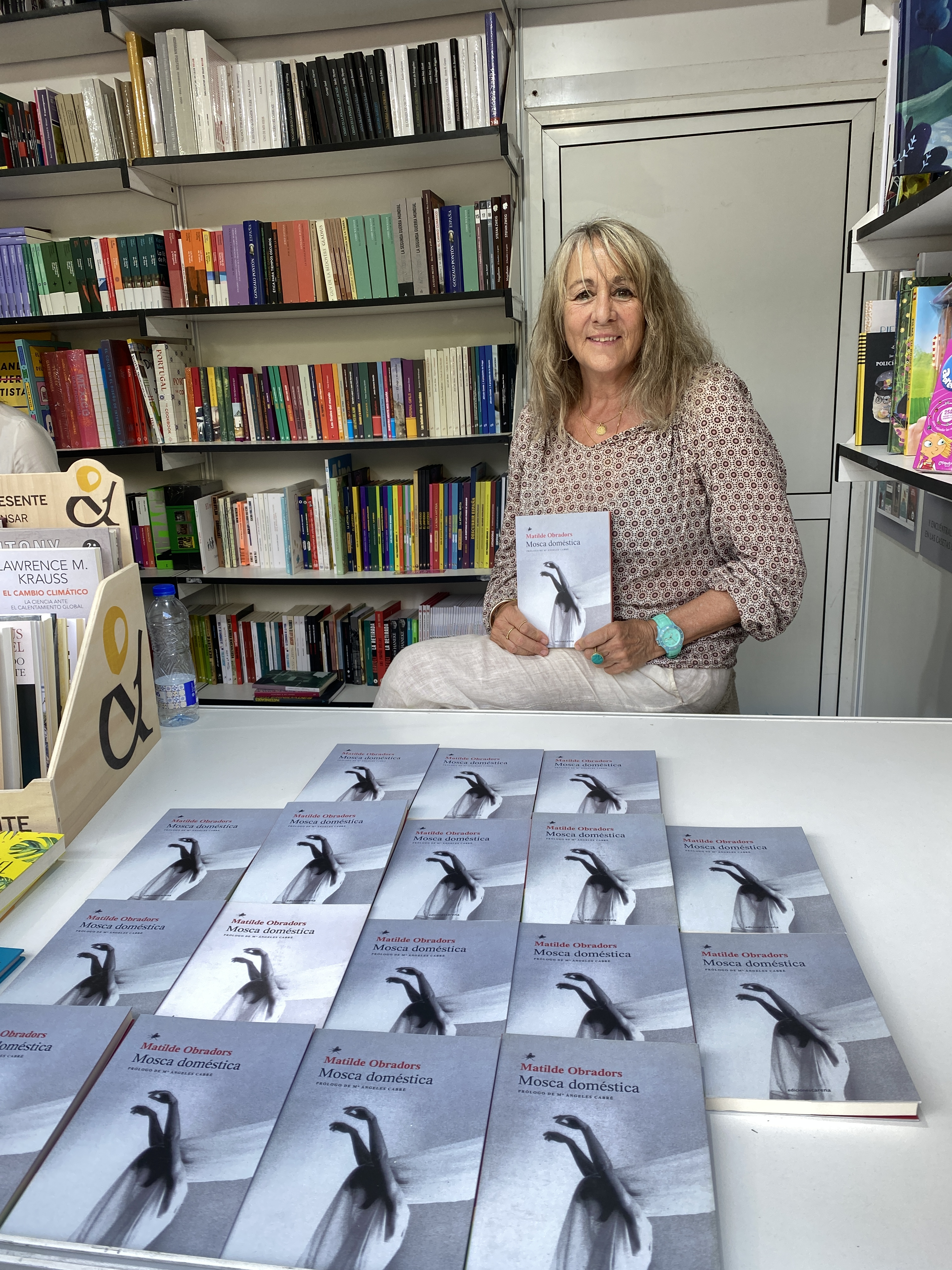
Firmando su libro en la Feria del libro de Madrid en junio de 2022

Matilde Obradors Barba (Barcelona, 6 de noviembre de 1957) es una vídeo artista e investigadora española. Doctora en Comunicación Audiovisual por la Universidad Pompeu Fabra de Barcelona y docente en la misma universidad. Defensora de la práctica artística como investigación. Su trabajo artístico lo desarrolla mediante diferentes técnicas, videoarte, performance, instalaciones, intervenciones en el paisaje y fotografía.

## Trayectoria académica
Ha sido vicedecana de la Facultad de Comunicación de la Universidad Pompeu Fabra. Directora del Máster en Calidad e Innovación Televisivas de TV3, UPF, UAB. Creadora y directora del Postgrado en Creatividad e Innovación. Estrategias Gestión y aplicaciones Interdisciplinares IdEC, UPF. Ha codirigido el Laboratorio de Cultura Audiovisual y Cultura Live On Line en Arts Santa Mónica, Barcelona
Directora del Taller de Comunicación del Campus de las Artes de Guía, laboratorio vivo organizado por Espacio Gia 2008-2012- Ha desarrollado estudios sobre las narrativas audiovisuales y sobre la innovación en la docencia y en relación con las profesiones en educación. Ha escrito diversos artículos académicos y capítulos del libro sobre dichas temáticas.
Investiga también sobre el videoarte y las nuevas videografías. En 2015 presenta en la Universidad de Birmingham, en el Congreso  “Artistic Interventions in the Virtual Space”, el trabajo que actualmente continua desarrollando “Jugar con el tiempo, más allá de las “dictaduras” de la imagen. La creatividad salvaje del videoarte" Es especialista en Creatividad. Su tesis doctoral versa sobre la generación de ideas y el proceso creativo en el cine. Parte de dicha investigación queda reflejada en su libro: “Creatividad y generación de ideas" Estudio de la práctica creativa en cine y publicidad. Desde el año 2004 pertenece al grupo de investigación UNICA del Departamento de Comunicación de la Universidad Pompeu Fabra (Unidad de Investigación en Comunicación Audiovisual). Grupo reconocido por la Generalidad de Cataluña.

## Trayectoria artística
En su doble faceta de artista e investigadora trabaja la práctica artística como investigación. Este modelo conocido en inglés como Art Bases Research o Practice as Research, articula las prácticas artísticas y los formatos de investigación académica, aunando teoría y práctica y valorando el proceso constructivo de las obras. En este contexto, ha sido invitada por la Universidad de Cambridge en el año 2017 para presentar su trabajo como Keynote Speaker junto al artista Marcelí Antúnez. Y previamente, en el año 2013, en la Universidad de Cork (Irlanda): Shadows Mutation and the Memory of Flesh: The Work of Matilde Obradors" en el Congreso Internacional: “Dislocations.The Body in the Contemporary Global Imaginari"
Se inicia como guionista y más tarde como directora de cortometrajes. Destaca Defectos Secundarios (2004) rodado en 35 mm. Seleccionado en la VII Muestra Internacional de cine realizado por mujeres, organizada desde el seminario interdisciplinar de estudios de la mujer de la Universidad de Zaragoza. Premio del público en el Festival de Cine de Mujeres de Barcelona, Cine Verdi. Premio del público en el Festival de Cine de Mujeres de Pamplona. Subvencionado por el Ministerio de Educación y Ciencia. Subvencionado por la Generalitat de Catalunya.
Sus trabajos en el campo de las artes visuales, abarcan desde el videoarte, la fotografía, instalaciones in situ, intervenciones en el paisaje,  así como performances. En ellos explora los “espacios heridos”, con una visión nostálgica ante el deterioro. Contempla la belleza que permanece a lo largo del paso del tiempo. contemplando problemáticas sociales tales como la tragedia del abandono, el exilio interior femenino así como cuestiones ecologistas como la contaminación, la comida, …se acerca a ellas mediante una capa de humor. 
En el año 2022 presenta su libro Mosca doméstica en la Feria del libro de Madrid.

## Obras destacadas
- · Defectos Secundarios. 2004.
- · Sombras Project. 2007  Vimeo. Consultado el 12 de julio de 2018.
- · La Ricarda. Al final de la pista. 2014.
- · Lágrimas de sirena. 2015.
- · Exilio. 2016.
- · Comer sardinas crudas. Vestirnos elegantes para comer cadáveres. 2017.
- · Postcinematic Feast [ser comida]. 2018.